# Уайтхолл (Ирландия)
Уайтхолл (англ. Whitehall; ирл. Fionnbhr) — городской район Дублина в Ирландии, находится в административном графстве Дублин (провинция Ленстер) у трассы N1.